# Hermanus Hartogh Heijs van Zouteveen
Hermanus Hartogh Heijs, heer van Zouteveen (Delft, 13 februari 1841 – Assen, 1 juni 1891) was een Nederlandse jurist, natuurwetenschapper, dichter en publicist.

## Biografie
Hermanus Hartogh Heijs werd geboren in Delft als zoon van mr. Samuel Hartogh Heijs (1809-1878), advocaat en hoogheemraad, en Elizabeth Petronella Josina Wilhelmina Hoekwater (1809-1855). De toevoeging Van Zouteveen voerde hij vanaf 1860, na de overdracht aan hem van de door zijn vader gekochte heerlijkheid Zouteveen. Hij trouwde in 1866 met Maria Elisabeth van der Veen (1843-1908). Uit dit huwelijk werden vijf kinderen geboren, onder wie
Hendrik François Hartogh Heijs van Zouteveen, tuin- en landschapsarchitect en lector aan de Landbouwhogeschool te Wageningen (thans WUR).

Op aandrang van zijn vader ging Hartogh Heijs rechten studeren in Leiden. Hij promoveerde in 1864 met "Bijdragen tot de statistiek van Drenthe". Hij was meer geïnteresseerd in natuurwetenschappen en promoveerde in 1866 in de wis- en natuurkunde. In 1867 werd hij lector zoölogie in Leiden. Hij werd gepasseerd voor een hoogleraarschap aan de Leidse Universiteit om zijn openlijke sympathieën voor het darwinisme en het vrijdenken en nam ontslag. Hij was gemeenteraadslid van Delft (1868-1872) en reisde daarnaast naar Egypte, Amerika en Frankrijk. Hij was onder meer aanwezig bij de opening van het Suezkanaal (1869) en schreef hierover voor Het Vaderland.
Begin jaren zeventig verhuisde hij met zijn vrouw Maria Elisabeth van der Veen naar Assen, waar ze de villa Oakland lieten bouwen. Hij was vanuit Assen betrokken bij de vervening van Smilde, had een effectenkantoor in Groningen en was (bestuurs)lid van onder andere de Vereeniging Volksonderwijs, de Nieuw-Malthusiaanse Bond en de Maatschappij der Nederlandse Letterkunde. In 1881 werd hij verkozen tot lid van de gemeenteraad van Assen. Hij wilde echter de eed niet afleggen en burgemeester M.A.D. Jolles stond hem niet toe de belofte af te leggen, omdat Hartogh Heijs geen lid was van een kerkgenootschap. Hij werd daardoor niet als raadslid geïnstalleerd. Door jicht geplaagd was hij de laatste jaren van zijn leven vooral gekluisterd aan zijn werkkamer. Hij overleed op 50-jarige leeftijd en werd begraven op de Noorderbegraafplaats in Assen.

## Darwinist
In 1866 schreef Hartogh Heijs De methoden tot synthesis der organische ligchamen, zijn tweede proefschrift. In een van de stellingen bij dit proefschrift leverde hij kritiek op Linnaeus. Hij vond dat Linnaeus geen goede redenen had om te zeggen "Species tot sunt, quot sunt formae initio creatae" (Er zijn evenveel soorten als er in het begin vormen zijn gemaakt). Daarom was volgens Hartogh Heys het begrip "soort" nog niet goed gedefinieerd.
In hetzelfde jaar kwam hij in contact met Charles Darwin en correspondeerde met hem. Hij vertaalde The Descent of Man nog terwijl Darwin daaraan werkte, zodat in 1872 de Engelse versie en de Nederlandse vertaling tegelijkertijd konden verschijnen. Hartogh Heijs vertaalde meer van Darwins werk en werd een groot pleitbezorger van het darwinisme.

## Publicist
Naast vertalingen van Darwins werk, publiceerde Hartogh Heijs ook zelf artikelen. Nadat hoogleraar Pieter Harting inzendingen van hem weigerde voor diens tijdschrift Album der Natuur richtte hij in 1875 een eigen natuurwetenschappelijk blad Isis op. In 1876 werd Hartogh Heijs bestuurslid van het Provinciaal Museum van Oudheden in Assen. Hij was als zodanig betrokken bij de oprichting van de Nieuwe Drentsche Volksalmanak in 1883 en tot zijn overlijden de eerste eindredacteur. Hij publiceerde in de Volksalmanak onder meer verhalen, gedichten en geschiedkundige verhandelingen. Van 1879 tot 1888 was hij redacteur van het blad De Dageraad, van de gelijknamige vrijdenkersvereniging De Dageraad, waarvan hij ook bestuurslid was. Vanaf 1885 was hij daarnaast ook eigenaar en hoofdredacteur van de Nieuwe Provinciale Drentsche en Asser Courant.

### vertaler van Darwin
Hartogh Heys van Zouteveen trad op als vertaler en bezorger van verschillende werken van Charles Darwin:
- Darwin, Charles (1871-1872). De Afstamming Van Den Mensch En De Seksueele Teeltkeus. IJkema & van Gijn, Delft. In twee delen:  eerste deel (1871); tweede deel (1872).[8]
  - derde druk (1884): eerste deel; tweede deel
  - vierde druk [1890] in de reeks "Darwin's Biologische Meesterwerken" (vierde, resp. vijfde deel). Arnhem – Nijmegen : Gebr. E. & M. Cohen. eerste deel; tweede deel.
- Darwin, Charles (1873). Het Uitdrukken Der Gemoedsaandoeningen Bij Den Mensch En De Dieren. Joh. Ykema, 's-Gravenhage. Gearchiveerd op 7 januari 2023. (Uit het Engelsch vertaald en van aanteekeningen voorzien door Dr. H. Hartogh Heys Van Zouteveen)
- Darwin, Charles (1890). Het Variëeren Der Huisdieren En Cultuurplanten. Gebrs. E. & M. Cohen, Arnhem / Nijmegen. Gearchiveerd op 7 januari 2023. (het tweede deel in de reeks "Darwin's Biologische Meesterwerken")
- Darwin, Charles (1896). Het Ontstaan Der Soorten Door Natuurlijke Teeltkeus of Het Bewaard Blijven Van Bevoorrechte Rassen in Den Strijd Voor Het Bestaan. Gebr. E. & M. Cohen, Arnhem / Nijmegen. Gearchiveerd op 7 januari 2023. (vierde, vermeerderde en verbeterde druk; vertaling: T.C. Winkler. Naar de zesde Engelse uitgave herzien door H. Hartogh Heys van Zouteveen)

- Biografisch Portaal: 68943642
- Digitale Bibliotheek voor de Nederlandse Letteren: hart033
- International Standard Name Identifier: 0000 0000 5295 6662
- Library of Congress Control Number: nr2006031477
- Nederlandse Thesaurus van Auteursnamen: 070406324
- Virtual International Authority File: 31961178
- WorldCat: E39PBJgMvCth39rygGtXvYcXVC